# Lucia Wünsche

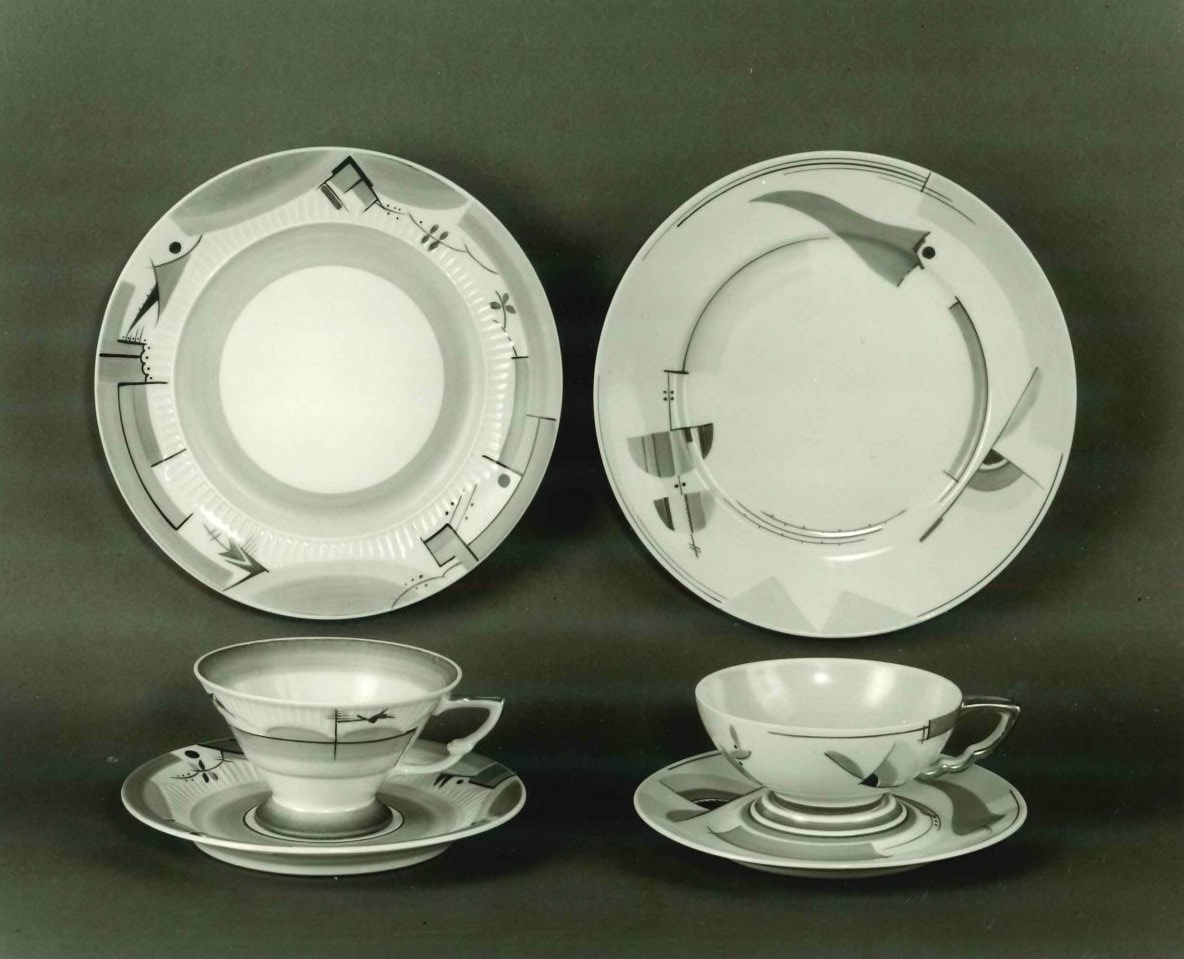
Frühstücksgedeck, Kunstwerkstätte L. Wünsche, Weimar um 1925

Lucia Wünsche (unb.–1962 in Weimar) war eine deutsche Dekorkünstlerin und Inhaberin der Kunstwerkstätte L. Wünsche in Dresden und Weimar.

## Leben und Wirken
Lucia Wünsche studierte an der Dresdner Kunstgewerbeschule. Sie gründete 1920 die Keramische Werkstätte L. Wünsche in der Marienberger Straße 81 in Dresden. Dort bemalte sie Porzellanobjekte anderer Hersteller im Art-déco-Stil. 1929/30 verlegte sie den Sitz des nun Kunstwerkstätte L. Wünsche genannten Unternehmens nach Weimar und beschäftigte drei Arbeitnehmende. Seit 1930 befand sich die Werkstatt in der Richard-Wagner-Straße 22 in Weimar. Die Fabrikmarke war ein Vogel und der Name „Lucifer“, in schwarzbrauner Farbe. Der Betrieb bemalte zunächst Gebrauchs- und Zierporzellan und verwendete eine abstrakte Ornamentik in leuchtenden oder gedeckten Farben. Die Herstellung von Schmuck trat in den Vordergrund. 
„Immer reicher wird die Auswahl der neuen Schöpfungen, die von hier ihren Ausgang nehmen. Halsketten, Armreifen, Ohrringe, Ringe, Manschettenknöpfe, Schmuckknöpfe u. dergl. sind in unzähligen Variationen unter den „Lucifer“-Porzellanen zu finden. Sie [Kunstwerkstätte L. Wünsche] ist immer um einige Zeit eher auf dem Platze als die Konkurrenz der vielen, die sich ebenfalls auf diesem Gebiet versuchen. Freilich gehört etwas Wagemut, verbunden mit einem feinen Instinkt für kommende Modedinge, zu solchem Beginnen.“

## Rezeption
Nachdem das sogenannte Lucifer-Porzellan auf Messen und Kunstausstellungen jahrelang übergangen wurde, hat die Designerin es geschafft, mit ihrer Kunstwerkstätte erfolgreich zu werden.

„Mit ihren durchaus eigenen künstlerischen und streng modernen Schöpfungen hat sie [Lucia Wünsche] die Porzellanmalerei auf ein neues Gleis gebracht und ihren Erzeugnissen individuelle Prägung verliehen. Jahre hindurch wurden die „Lucifer-Porzellane“ angefeindet und achselzuckend übergangen. Heute hat sich diese Richtung durchgerungen. Die Kunstwerkstätte dekoriert neben Dejeneurs, Tee- Kaffee- und Tafelgeschirren vor allem Vasen, Dosen, Rauch- und Konfektgarnituren, Jardinieren, Mokkatassen und seit kurzem auch Figuren.“
Die Kunstwerkstätte L. Wünsche hat sich durch modernes Design auf den Kunstmessen und in Fachzeitschriften durchgesetzt und eine angesehene Stellung im Bereich der Porzellan-Veredelung geschaffen.

## Werke
- Frühstücksgedeck, um 1925, Ausführung: Kunstwerkstätte Lucia Wünsche, Weimar, Porzellan mit Aufglasurbemalung, Bröhan-Museum Berlin (seit 1986)